# Emaljögat
Emaljögat är en diktsamling av Ragnar Thoursie utgiven 1945.
Samlingen, som rymmer såväl mytiskt visionära dikter som koncentrerade situationsbilder och porträttstudier, anses vara ett av de originellaste och mest inflytelserika verken inom fyrtiotalismens lyrik.